# Glasheizung
Eine Glasheizung ist eine Elektroheizung aus bruchsicherem Verbundglas und einer eingearbeiteten, elektrisch leitfähigen Folie, die sich bei elektrischem Stromdurchfluss erwärmt. 

## Herstellung
Das eigentliche Heizelement ist eine elektrisch leitfähige Kunststofffolie.
Die Trägerfolie wird dazu mit einer hauchdünnen, durchsichtigen Beschichtung versehen. Das aufzutragende Material wird durch ein Magnetron kathodenzerstäubt (engl.: Sputtern). In einer Edelgasatmosphäre bildet sich ein Niedertemperaturplasma, in dem das zerstäubte Targetmaterial transportiert und auf der gegenüberliegenden Folie abgeschieden wird. Der Vorgang erfolgt dabei unter Reinraumbedingungen. 
Anschließend wird die so behandelte Folie im Autoklaven zwischen Glaselementen unter hohem Druck und Wärmeeinwirkung zu einer unlösbaren Einheit verschmolzen.

## Aussehen
Die eingearbeitete Folie ist durchsichtig. Damit erscheint der Heizkörper glasklar. 

## Einsatzgebiete
Die Glasheizung wird mit 230 V betrieben und bietet in unterschiedlichen Größen 240 bis 1050 Watt Leistung. Wo kein Anschluss an einen Heizwasserkreislauf besteht, bietet sich diese Heizlösung an. Als Zusatzgerät zur Zentralheizung oder Fußbodenheizung heizt die Glasheizung Wohnräume, Badezimmer und WC.
Primäre Einsatzgebiete:
- als Raumheizkörper in verschiedensten Umgebungen
- als Handtuchtrockner

## Verbrauchskosten
Wie bei jeder Elektroheizung entstehen bei Verwendung als Vollheizung im Vergleich zu einer konventionellen Öl- oder Gasheizung in Deutschland bei Anwendung des üblichen Haushaltstarifs etwa 3fach höhere Verbrauchskosten.